# Парламентські вибори в Хорватії 1990

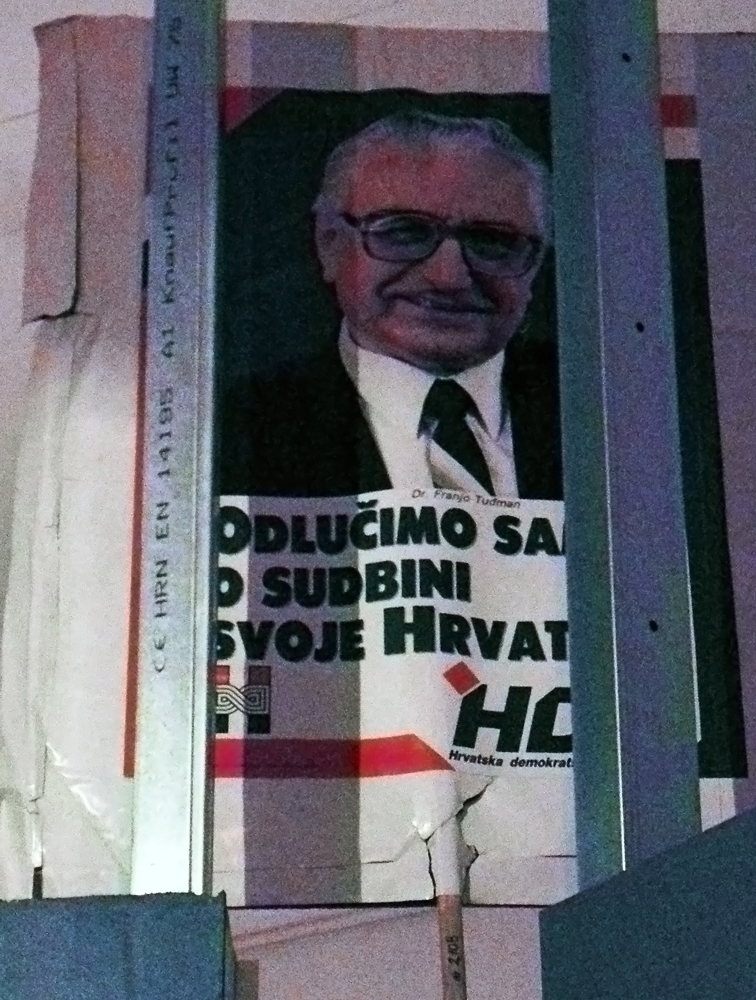
Плакат ХДС на перших багатопартійних виборах

Склад першого скликання Сабору (1990-1992):
синім — ХДС, червоним — СКХ,
жовтогарячим — Коаліція народної згоди,
темно-синім — Сербська демократична партія,
сірим — незалежні депутати і представники національних меншин

Парламентські вибори в Хорватії 1990 відбулися 22–23 квітня та 6–7 травня 1990 року в тодішній Соціалістичній Республіці Хорватія (СРХ). У боротьбі за 351 місце в трьох палатах Сабору СРХ взяли участь 1705 кандидатів у депутати, 33 політичні партії та 16 різних об'єднань. 
Це були перші в країні вільні вибори на багатопартійній основі від часу встановлення однопартійного комуністичного режиму в Югославії. Вибори завершилися переконливою перемогою ХДС на чолі з Франьо Туджманом.